# Oryoki
Nei monasteri Zen, la cerimonia di Ōryōki (応量器? ) è il rituale associato al momento dei pasti.
Secondo il maestro Shohaku Okumura:
Nella lingua giapponese, il termine Oryoki è composto da tre Kanji:
- 応 ō, che rappresenta la risposta di chi riceve l'offerta di cibo
- 量 ryō, una misura, o una quantità, ricevuta
- 器 ki, la ciotola.

Lo scopo di questa pratica è rendere anche il momento di condivisione del cibo un'occasione di pratica di attenzione e di consapevolezza, in cui si ricorda una volta di più l'interdipendenza della propria vita con quella di tutti gli esseri senzienti, e della possibilità di praticare con l'impegno a raggiungere l'illuminazione a beneficio di tutti.
La cerimonia di Oryoki deriva dal momento dei pasti che viene celebrato in ogni tradizione buddista, ed è una tradizione presente fin nei primi sangha, nei quali i monaci mendicanti, seguaci del Buddha, condividevano le offerte che avevano raccolto dalla questua nelle città. 
Una cerimonia dei pasti è praticata in tutti i monasteri delle diverse tradizioni. Nello Zen giapponese, essa è stata sviluppata come una vera e propria pratica a sé stante, con un rituale complesso ed articolato.
Un set di Oryoki consiste in un insieme di ciotole avvolto da un panno. Tradizionalmente, le ciotole sono di legno laccato, ma in molti monasteri sono in uso anche ciotole di bachelite - e utentili coperti da una bustina.
La ciotola più grande, chiamata talvolta la ciotola del Buddha o  zuhatsu, rappresenta il Buddha e l'illuminazione. In essa è contenuto il riso, il cibo che dà energia alla pratica.
Le altre ciotole sono progressivamente più piccole, e il loro numero varia a seconda della tradizione: mentre nella scuola Soto sono previste tre ciotole, nel rituale Rinzai ne sono necessarie cinque.
Di esse, una, di dimensioni medie, contiene una zuppa di miso e in un'altra più piccola è contenuto il pasto medicinale, che consiste in qualche vedura bollita. Come il riso della ciotola più grande simboleggia il Buddha, le ciotole restanti simboleggiano il Dharma e il Sangha, gli altri due dei tre gioielli fondamentali per la pratica del buddismo.
Volendo descrivere la forma delle ciotole di oryoki usata al Zen Mountain Monastery guidato da John Daido Loori, l'autore Jack Maguire riporta:
La pratica di Oryōki si è evoluta dalla Cina in Giappone dopo molti anni ed è parte della tradizione che è stata trasmessa in Occidente. Sia monaci che laici l'hanno adottata per consumare pasti formali nei centri e nei monasteri Zen locali. Il maestro Kobun Chino Roshi riuscì a trasmetterla anche nel sangha buddista Vajrayana di Chögyam Trungpa Rinpoche ed è attualmente praticata in tutti i centri della sua Shambhala.
Vari maestri Zen affermano che consumare i pasti con ōryōki coltiva gratitudine, consapevolezza, e una migliore comprensione del sé. (A questo proposito, non è diversa dallo zazen.)
La complessità della forma può richiedere al praticante di portare molta attenzione ad ogni passaggio del rituale, favorendo la pratica di consapevolezza.